# George Newbold Lawrence

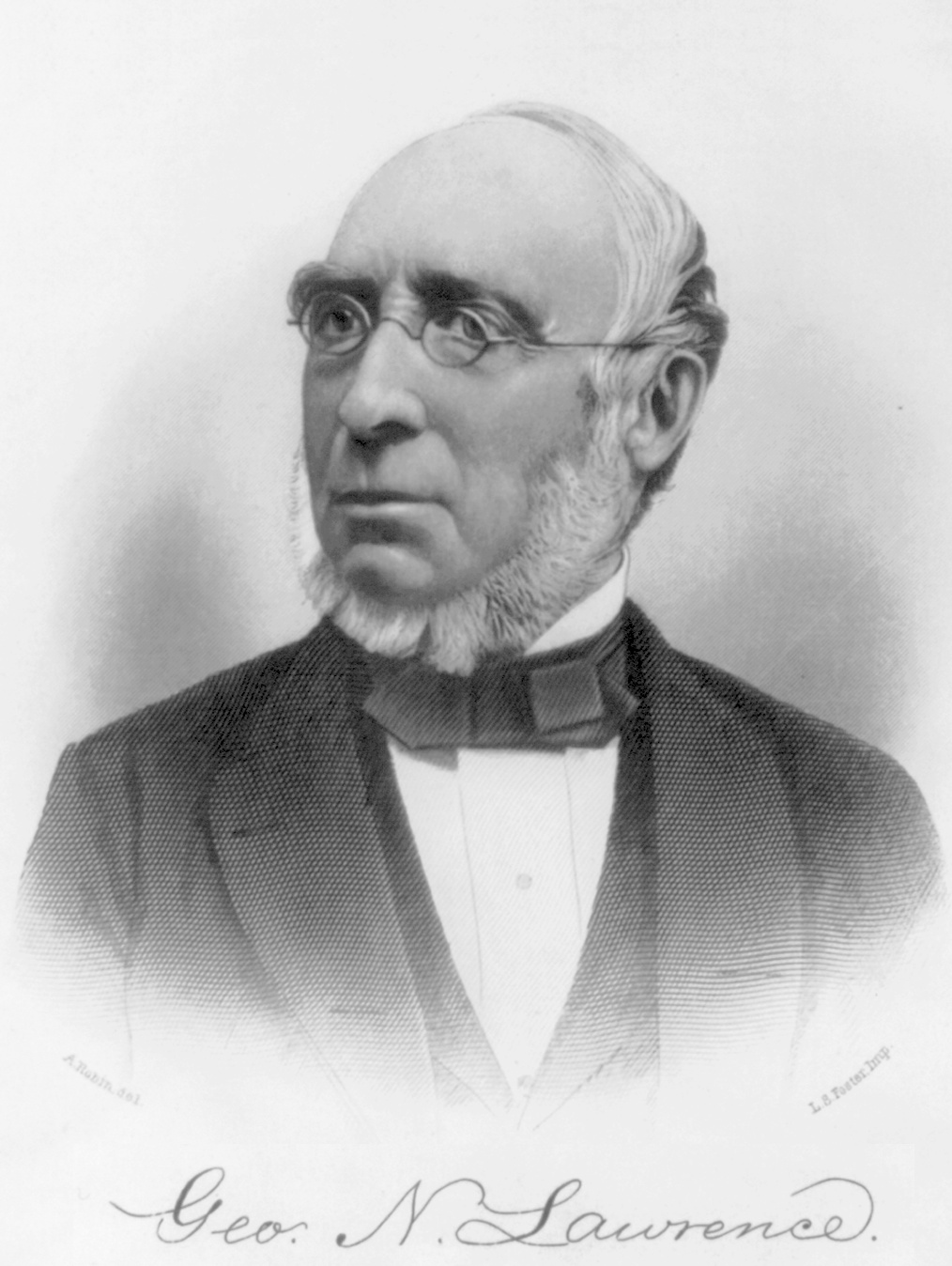
George Newbold Lawrence 1884

George Newbold Lawrence (* 20. Oktober 1806 in New York City; † 17. Januar 1895 ebenda) war ein US-amerikanischer Geschäftsmann und Amateurornithologe, der mehrere Vogelarten als Erster beschrieb.

## Leben und Wirken
Lawrences Vorfahren stammten aus St Albans in der Grafschaft Hertfordshire und kamen 1644 in die Vereinigten Staaten. Sein Vater John Burling Lawrence (1774–1844) war Geschäftsführer der Apotheke Lawrence, Keese & Co. Seine Mutter war Hannah Haines geb. Newbold (1771–1832). George heiratete 1835 Mary Anne Newbold (1808–1895). Aus ihrer Ehe gingen die Kinder Emlen Newbold Lawrence (1837–1925), John Burling Lawrence (1844-) und John L. Lawrence hervor. In zweiter Ehe heiratete er Ann Hough Trotter (1821–1893), mit der er fünf Kinder hatte, darunter Susan Newbold Lawrence (1856–1923) und Mary Gertrude Murray geb. Lawrence.
Schon in frühester Kindheit galt Lawrences Interesse den Vögeln, die er in seiner Freizeit in ihren Lebensräumen beobachtete. Da er bereits mit 16 Jahren Angestellter und mit 20 Jahren Partner des Geschäfts seines Vaters wurde, konnte er allerdings nicht viel Zeit für die Ornithologie aufwenden. Seit dem Jahr 1820 besaß er ein Gewehr und begann den Vogelzug im Frühling und im Herbst zu beobachten. In dieser Zeit lebte er im Sommer in Forest Hill, einem Domizil seines Vaters, von wo aus er Manhattan und den Hudson River überblicken konnte. Als Dreiundachtzigjähriger veröffentlichte er An account of the former abundance of some species of birds on New York Island, at the time of their migration to the south und schilderte darin als Zeitzeuge, wie sehr sich die Avifauna in diesem Gebiet innerhalb von 75 Jahren verändert hatte.
1841 kaufte John James Audubon ein ca. 16200 m² großes Gebiet am Hudson, das heute als Audubon Park Historic District bekannt ist. Das Grundstück befand sich in der Nähe von Forest Hill und so kam Lawrence in Kontakt mit Audubons Söhnen Victor Gifford (1809–1860) and John Woodhouse Audubon (1812–1862). Abgesehen von seinen jugendlichen Beobachtungen des Vogelzugs und der Erforschung ihrer natürlichen Lebensräume war ihm aber die Bandbreite des Forschungsfelds der Ornithologie noch zu wenig bekannt. So war er zunächst vor allem ein erfolgreicher Geschäftsmann, der sonst geringe Ambitionen auf diesem Gebiet zeigte. Ein Ereignis im Jahr 1841 änderte sein Interessensgebiet grundlegend. Jacob Post Giraud Jr. (1811–1870) und er gehörten zu den ersten, die sich als Hobby eine Sammlung US-amerikanischer Vögel zugelegt hatten. Darum lud sie der Taxidermist John Graham Bell (1812–1889) in sein Haus ein, um sich dort mit jungen Ornithologen zu treffen. Hier wurden ihnen zum ersten Mal die Anatomie der Vögel und insbesondere die Muskeln zur Bewegung der Flügel demonstriert. Bei dem Treffen machte er auch zum ersten Mal Bekanntschaft mit Spencer Fullerton Baird, der ihn mit seinem Enthusiasmus für die Vogelkunde in seinen Bann zog und mit dem ihn danach eine lebenslange Freundschaft verband. 1846 erschien seine erste Publikation mit dem Titel Description of a new species of Anser, in der er die für die Wissenschaft neue Lawrence-Ringelgans (Branta nigricans) beschrieb.
Zusammen mit Baird und John Cassin verfasste er das Werk Birds of North America. Seine Sammlung von etwa 8000 Vogelbälgen hinterließ er dem American Museum of Natural History.

## Dedikationsnamen
Philip Lutley Sclater und Osbert Salvin benannten 1868 die Kubaeule (Margarobyas lawrencii), Osbert Salvin 1874 die Purpurrückentaube (Geotrygon lawrencii), John Cassin 1850 den Maskenzeisig (Carduelis lawrencei), Robert Ridgway 1878 das Panamaschopfohr (Pseudocolaptes lawrencii) und Elliott Coues 1880 die Lawrencedrossel (Turdus lawrencii) nach ihm. Auch in den Unterarten des Breitschnabelkolibris (Cynanthus latirostris lawrencei (von Berlepsch, 1887)), des Schwarzkappen-Schopftyranns (Myiarchus tuberculifer lawrenceii (Giraud, 1841)), des Graubürzelseglers (Chaetura cinereiventris lawrencei Ridgway, 1893), des Euler-Schnäppertyranns (Lathrotriccus euleri lawrencei (Allen, JA, 1889)), des Glückszaunkönigs (Pheugopedius felix lawrencii (Ridgway, 1878)), des Jamaikatrupials (Icterus leucopteryx lawrencii Cory, 1887), des Brillenzaunkönigs (Cyphorhinus phaeocephalus lawrencii Lawrence, 1863) und der Rostschwanzammer (Peucaea ruficauda lawrencii (Salvin & Godman, 1886)) finden sich  Widmung für ihn. Amazilia lawrencei Elliot, 1889 gilt heute als Synonym für die Grünbauchamazilie (Amazilia viridigaster), Sclerurus lawrencei Ridgway, 1889 als Synonym für eine Unterart des Weißkehl-Laubwenders (Sclerurus caudacutus umbretta), Fregetta Lawrencii Bonaparte, 1855 als Synonym für die Fregattensturmschwalbe (Pelagodroma marina), Cichlherminia lawrencii Cory, 1891 als Synonym für die Antillendrossel (Turdus lherminieri dorotheae), Picumnus lawrencii Cory, 1881 als Synonym für den Hüpfspecht (Nesoctites micromegas), Lanio lawrencii Sclater, PL, 1887 als Synonym für eine Unterart der Trauertangare (Tachyphonus luctuosus flaviventris), Mimus gilvus lawrencei Ridgway, 1882 als ein Synonym für Tropenspottdrossel (Mimus gilvus gracilis), Dendrornis lawrencei Ridgway, 1887  als Synonym für eine Unterart des Kleinen Fahlkehl-Baumsteigers (Xiphorhynchus susurrans nana) und Myrmelastes lawrencii Salvin & Godman, 1892 als ein Synonym für den Nacktstirn-Ameisenvogel (Gymnocichla nudiceps). Beim von Adolphe Boucard 1892 beschriebenen Homophania lawrencei handelt es sich um eine Hybride aus Violettscheitelkolibri (Coeligena torquata) und Samtbauchkolibri (Lafresnaya lafresnayi), bei dem von Herold Herrick 1874 beschriebenen Helminthophaga lawrencii um eine Hybride aus Blauflügel-Waldsänger (Vermivora pinus) und Goldflügel-Waldsänger (Vermivora chrysoptera). Die Gattungsname Lawrencia Ridgway, 1896 ist ein Synonym für Vireo Vieillot, 1808, Lawrencius Boucard, 1896 ein Synonym für Elvira Mulsant, Verreaux, J. & Verreaux, É., 1866.

## Schriften (Auswahl)
- Description of a New Species of Anser. In: Annals of the Lyceum of Natural History of New York. Band 4, 1846, S. 171–172 (biodiversitylibrary.org – 1848).
- Description of a New Species of Humming Bird of the Genus Mellisuga Brisson, with a note on Trochilus aquila Bourcier. In: Annals of the Lyceum of Natural History of New York. Band 6, 1855, S. 137–142 (biodiversitylibrary.org – 1858).
- Description of a New Species of the Genera Chordeiles, Swainson, and Polioptila, Sclater. In: Annals of the Lyceum of Natural History of New York. Band 6, 1852, S. 165–169 (biodiversitylibrary.org – 1856).
- Description of seven new species of Humming-birds. In: Annals of the Lyceum of Natural History of New York. Band 6, 1858, S. 258–264 (biodiversitylibrary.org).
- Description of two New Specoies of Gulls in the Museum of the Smithonian Inbstitution at Washington. In: Annals of the Lyceum of Natural History of New York. Band 6, 1858, S. 264–266 (biodiversitylibrary.org).
- Descriptions of Six New Species of Birds from the Isthmus of Panama. In: The Ibis. Band 4, 1862, S. 10–13 (biodiversitylibrary.org).
- Description of Three New Species of Birds. In: Annals of the Lyceum of Natural History of New York. Band 7, 1861, S. 303–305 (biodiversitylibrary.org).
- Catalogue of a Collection of Birds, made in New Grenada, by James McLeannan, Esq., of New York, with Notes and Descriptions of New Species. In: Annals of the Lyceum of Natural History of New York. Band 7, 27. Mai 1861, S. 315–334 (biodiversitylibrary.org).
- Descriptions of Six New Species of Birds, of the Families Charadriidae, Trochilidae, and Caprimulgidae. In: Annals of Lyceum of Natural History of New York. Band 7, Nr. 39, 1862, S. 455–460 (biodiversitylibrary.org).
- Catalogue of a Collection of Birds, made in New Granada, by James McLeannan, Esq., of New York, with Notes and Descriptions of New Species Part III. In: Annals of Lyceum of Natural History of New York. Band 7, Nr. 39, 1862, S. 461–479 (biodiversitylibrary.org).
- Catalogue of a Collection of Birds, made in New Granada, by James McLeannan, Esq.; of New York, with Notes and Descriptions of New Species. In: Annals of the Lyceum of Natural History of New York. Band 8, 1863, S. 1–13 (biodiversitylibrary.org).
- Descriptions of New Species of Birds of the Families Tanagridae, Cuculidae, and Trochilidae, with a Note on Panterpe insignis. In: Annals of the Lyceum of Natural History of New York. Band 8, Juni 1864, S. 41–46 (biodiversitylibrary.org).
- Description of New Species of the Families Cærebidæ, Tanageidæ, Icteridæ, abd Scolopacidæ. In: Proceedings of the Academy of Natural Sciences of Philadelphia. Band 16, 1864, S. 106–108 (biodiversitylibrary.org).
- Description of Six New Spezies of Birds from Central America. In: Annals of the Lyceum of Natural History of New York. Band 8, 1865, S. 170–178 (biodiversitylibrary.org).
- Catalogue of a Collection of Birds in the Museum of the Smithonian Institution, made by Mr. H. E. Holland at Greytown, Nicaragua, with Descriptions of New Species. In: Annals of the Lyceum of Natural History of New York. Band 8, 1865, S. 178–184 (biodiversitylibrary.org).
- Description of new species of Birds of the families Paridae, Vireonidae, Tirannidae and Trochilidae, with notes on Myiarchus Panamensis. In: Proceedings of the Academy of Natural Sciences of Philadelphia. Band 17, 1865, S. 37–39 (biodiversitylibrary.org).
- Catalogue of a Collection of Birds in the Museum of the Smithsonian Institution, made by Mr. H. E. Holland at Greytown, Nicaragua, with Descriptions of New Species. In: Annals of the Lyceum of Natural History of New York. Band 8, Nr. 22, 1865, S. 178–184 (biodiversitylibrary.org).
- Description of Six New Spezies of Birds of the Families Hirundinidae, Formicaridae, Tyrannidae, and Trochilidae. In: Annals of the Lyceum of Natural History of New York. Band 8, 1866, S. 400–405 (biodiversitylibrary.org).
- Description of Five New Species of Central American Birds. In: Proceedings of the Academy of Natural Sciences of Philadelphia. Band 19, Nr. 4, Dezember 1867, S. 232–234 (biodiversitylibrary.org).
- Catalogue of a Collection of Birds from Puna Islands, Gulf of Guayaquil, in the Museum of the Smithsonian Institution, collected by J. F. Reeve, Esq. In: Annals of the Lyceum of Natural History of New York. Band 9, 1870, S. 234–238 (biodiversitylibrary.org).
- Descriptions of New Species of Birds of the Families Troglodytidæ and Tyrannidæ. In: Proceedings of the Academy of Natural Sciences of Philadelphia. Band 23, 1871, S. 233–237 (biodiversitylibrary.org).
- Characters of some New South American Birds, with Notes on other rare or little known Species. In: Annals of the Lyceum of Natural History of New York. Band 9, 1870, S. 265–275 (biodiversitylibrary.org).
- Description of New Species of Buirds from Mexico, Central America, and South America, with a Note on Rallus longirostris. In: Annals of the Lyceum of Natural History of New York. Band 10, 1871, S. 1–21 (biodiversitylibrary.org – 1874).
- Description of Six supposed New Species of American Birds. In: Annals of the Lyceum of Natural History of New York. Band 10, 1874, S. 395–399 (biodiversitylibrary.org).
- Description of a New Species of Jay of the Genus Cyanocitta; also of a supposed New Species of the Genus Cyanocorax. In: Annals of the Lyceum of Natural History of New York. Band 11, 1876, S. 163–166 (biodiversitylibrary.org).
- Descriptions of New Species of Birds from the Island of Dominica. In: Annals of the New York Academy of Sciences. Band 1, 1877, S. 46–49 (biodiversitylibrary.org – 1877–1880).
- Description of a New Species of Birds of the Families Trochilidae and Tetranonidae. In: Annals of the New York Academy of Sciences. Band 1, 1877, S. 50–52 (biodiversitylibrary.org – 1877–1880).
- Descriptions of Seven New Species of Birds from the Island of St. Vincent, West Indies. In: Annals of the New York Academy of Sciences. Band 1, 1878, S. 146–152 (biodiversitylibrary.org – 1877–1880).
- Descriptions of Supposed New Species of Birds from the Islands of Grenada and Dominica, West Indies. In: Annals of the New York Academy of Sciences. Band 1, 1878, S. 160–163 (biodiversitylibrary.org – 1877–1880).
- Catalogue of the Birds of Antigua and Bermuda from Collections made for the Smithonian Institution, by Mr. Fred A. Ober, with his observations. In: Proceedings of the United States National Museum. Band 1, 1878, S. 232–242 (biodiversitylibrary.org).
- Description of a new species of Icterus from the West Indies. In: Proceedings of the United States National Museum. Band 3, 1880, S. 351 (biodiversitylibrary.org).
- Description of a new species of bird of the genus Catharus from Ecuador. In: Proceedings of the United States National Museum. Band 10, 1887, S. 503 (biodiversitylibrary.org).
- Description of New Species of Birds of the Families Silviidae, Troglodytidae and Tyrannidae. In: Annals of the New York Academy of Sciences. Band 4, Nr. 2, 1887, S. 66–68 (biodiversitylibrary.org).
- Description of a New Species of Wren from the Island of Tobago, West Indies. In: The Auk. Band 5, Nr. 4, 1888, S. 404 (englisch, unm.edu [PDF; 37 kB]).
- An Account of the Former Abundance of some species of Birds on New York Island, at the time of their Migration to the South. In: The Auk. Band 6, Nr. 2, 1889, S. 201–203 (englisch, unm.edu [PDF; 462 kB]).
- Description of a New Subspecies of Cypselidæ of the Genus Chætura, with a Note on the Diablotin. In: The Auk. Band 8, Nr. 1, 1891, S. 59–62 (englisch, unm.edu [PDF; 150 kB]).